# アサカミブライト
アサカミブライト（1984年5月7日 - 不明）は、日本の競走馬。1989年の新春賞の勝ち馬である。

## 経歴
- 特記事項なき場合、本節の出典はJBISサーチ[3]

### 3歳（1986年）
1986年5月24日、新潟競馬場第1レースのアラ系3才（ダート800m）にてデビューし2着。その後は1番人気に支持されるも勝ち上がることはできず、6戦目に初勝利を挙げた。続くアラ系3才でもカシマサルタンを破り連勝。しかし破竹の勢いとはならず、9月13日のアラ系3才にてシシマルスターに先着を許してしまう。続くアラ系3才でも1番人気に支持されるもシズノトウザイの6着と人気に応えることはできなかった。10月12日には新潟で開かれた東北アラブ3才チャンピオンに出走。東北エリアの3歳馬が集う中、7番人気に推された。グレイトダイドー（上山）やリユウゼンモルゲン（盛岡）といった他県勢に圧倒され6着に沈んだ。なお新潟勢で上位に食い込んだのはシシマルスターの5着だった。その後も勝ち星からは遠ざかり、12月8日の若駒賞でもシシマルスターの6着に敗れてしまった。

### 4歳（1987年）
4歳シーズン初戦は4月10日、三条競馬場で行われたすみれ特別。シシマルスターの4着と黒星スタートとなる。その後も勝ち星からは遠ざかるも掲示板は外さない堅実な走りを見せ、5月31日には後の新潟アラブ三冠の第2戦となる、新潟アラブ優駿に出走。1番人気のシシマルスターが失速する中、3着と健闘。しかし依然勝ちには恵まれず、結局4歳シーズン初勝利は11月13日の白菊特別まで待たなくてはならなかった。続く雪椿特別でも1番人気のアラクラバツトを破り連勝。後の新潟アラブ三冠の第3戦になるアラブ王冠でもカシマサルタンにコンマ1秒まで詰めいるも3着に敗れた。

### 5歳（1988年）
1988年からは西脇の田中範雄厩舎へ転厩した。転厩初戦は5月10日のアラ系4才上で、ザオーセイユウの2着と惜敗するも2戦目にて転厩後初勝利を飾った。以降はC級に昇格し、善戦を繰り広げたことで昇格戦となるB級C級混合の喜瀬川特別へ駒を進めた。喜瀬川特別では521キロというアングロアラブとしては重量級の馬格を活かし勝利を収めた。またこの混合戦を制したことでB級昇格となった。B級昇格後初戦はオーゴンキングの4着と沈んだものの、続くアラ系4才上にて、2着ドウシンボルに3/4馬身差を付け勝利。12月8日のジルコン特別でも、人気に応え勝利を掴んだ。

### 6歳（1989年）
6歳シーズン初戦は園田競馬場で行われた新春賞。シルバーブリツトやスマノアスカといった強豪が軒を連ねたこともあり6番人気に支持された。出走メンバー中最軽量の52キロを背負ったことが功を奏し、1番人気のシルバーブリツトをハナ差で制し重賞初勝利を飾った。またこの勝利により父仔二代新春賞制覇を実現した。1月24日にはA級B級混合のアレキサンド特別に出走。ジイワンテンリの2着に敗れたもののA級への昇格を果たす。A級初戦のクリスタル特別ではスマノアスカの3着、続くさんご特別でもミナトクインの3着と善戦した。3月29日には播磨賞に出走。スマノアスカやフクノビヤクエイを抑え3着と好走した。
7歳となった1990年7月1日付で競走馬登録を抹消され、引退。引退後は種牡馬にはならず、消息不明になる。

## 血統表
| アサカミブライトの血統          | アサカミブライトの血統                 | アサカミブライトの血統                 | （血統表の出典）                       | （血統表の出典）         |
| 父系                            | エルシド系（テディ系）                 | エルシド系（テディ系）                 | エルシド系（テディ系）                 | [ § 2 ]                  |
| 父 エンジエルブライト 1974 鹿毛 | 父の父スカレー 1969 鹿毛               | *エルシド                              | Nithard                                | Nithard                  |
| 父 エンジエルブライト 1974 鹿毛 | 父の父スカレー 1969 鹿毛               | *エルシド                              | Farida IV                              |                          |
| 父 エンジエルブライト 1974 鹿毛 | 父の父スカレー 1969 鹿毛               | トモスカツプ                           | トモスベビー                           | トモスベビー             |
| 父 エンジエルブライト 1974 鹿毛 | 父の父スカレー 1969 鹿毛               | トモスカツプ                           | カツプフオード                         |                          |
| 父 エンジエルブライト 1974 鹿毛 | 父の母トキノセイカン 1965 鹿毛         | セイユウ                               | サラ *ライジングフレーム               | サラ *ライジングフレーム |
| 父 エンジエルブライト 1974 鹿毛 | 父の母トキノセイカン 1965 鹿毛         | セイユウ                               | 弟猛                                   |                          |
| 父 エンジエルブライト 1974 鹿毛 | 父の母トキノセイカン 1965 鹿毛         | シンエーカン                           | 方景                                   | 方景                     |
| 父 エンジエルブライト 1974 鹿毛 | 父の母トキノセイカン 1965 鹿毛         | シンエーカン                           | トサリラ                               |                          |
| 母 アサカミクイン 1974 黒鹿毛   | 母の父マスホマレ 1956 鹿毛             | サラ タカクラヤマ                      | *セフト                                | *セフト                  |
| 母 アサカミクイン 1974 黒鹿毛   | 母の父マスホマレ 1956 鹿毛             | サラ タカクラヤマ                      | 峰城                                   |                          |
| 母 アサカミクイン 1974 黒鹿毛   | 母の父マスホマレ 1956 鹿毛             | スピーデー                             | *アブラール                            | *アブラール              |
| 母 アサカミクイン 1974 黒鹿毛   | 母の父マスホマレ 1956 鹿毛             | スピーデー                             | 第二三軍                               |                          |
| 母 アサカミクイン 1974 黒鹿毛   | 母の母ミスヒメフジ 1964 黒鹿毛         | セントモレナ                           | サラ *ライジングフレーム               | サラ *ライジングフレーム |
| 母 アサカミクイン 1974 黒鹿毛   | 母の母ミスヒメフジ 1964 黒鹿毛         | セントモレナ                           | アラ 溢判                              |                          |
| 母 アサカミクイン 1974 黒鹿毛   | 母の母ミスヒメフジ 1964 黒鹿毛         | サラ系 藤博                            | サラ カブトヤマ                        | サラ カブトヤマ          |
| 母 アサカミクイン 1974 黒鹿毛   | 母の母ミスヒメフジ 1964 黒鹿毛         | サラ系 藤博                            | 久博                                   |                          |
| 母系(F-No.)                     | クララマグゲレー(USA)系(FN:A10)        | クララマグゲレー(USA)系(FN:A10)        | クララマグゲレー(USA)系(FN:A10)        | [ § 3 ]                  |
| 5代内の近親交配                 | ライジングフレーム：S4×M4、方景：S4×S5 | ライジングフレーム：S4×M4、方景：S4×S5 | ライジングフレーム：S4×M4、方景：S4×S5 | [ § 4 ]                  |
| 出典                            | 1. 2. 3. 4.                            | 1. 2. 3. 4.                            | 1. 2. 3. 4.                            | 1. 2. 3. 4.              |